# Margarita Cordova
Margarita Cordova (Guadalajara, 26 februari 1939) is een Mexicaans actrice die bekend is geworden dankzij haar Amerikaanse soaprollen.
Van 1984 tot 1987, en van 1991 tot 1993, speelde Cordova de rol van Rosa Andrade in Santa Barbara. Van 1997 tot 1999 gaf ze gestalte aan een bemoeizuchtige waarzegger in Sunset Beach.
Cordova is de enige speler die in zowel de eerste als de laatste aflevering van Santa Barbara te zien was.
- International Standard Name Identifier: 0000 0004 9893 6770
- Library of Congress Control Number: no2017158261
- Virtual International Authority File: 5292151304664149460001
- WorldCat: E39PBJw4BBqhr8WFm4cWhtwBfq